# 馬里昂 (印地安納州)
馬里昂（英語：Marion）是一個位於美國印地安納州格蘭特縣的城市。根據2010年美國人口普查，該地人口為29,948人，而該地的面積約為40.56平方千米。同時該地也是格蘭特縣的縣治。

## 地理
馬里昂的座標為40°32′57″N 85°39′53″W / 40.54917°N 85.66472°W，而該地的平均海拔高度為247米（即810英尺）。